# Antoine Gamél
Antoine Cyrille Frederik Gamél (født 11. maj 1809 i København, død 24. april 1879 sammesteds) var en dansk handelsmand.
Han var søn af den franske emigrant Augustin Gamél (1770-1829), der efter at have været frisør hos kronprins Frederik i 1805 begyndte en kolonialhandel; moderen var Ane Marie, født Westenskov (1774-1848). 
Efter at have gået i Efterslægtselskabets Skole blev Gamél sat i urtekræmmerlære og overtog derpå efter faderens død bestyrelsen af dennes forretning for sin moder. Skønt han ikke havde stået den ordinære læretid ud, blev han 1834 ved kongelig bevilling medlem af Urtekræmmerlavet og overtog i 1835 forretningen for egen regning. 
Da han ved Frederik VI's død mistede leverancen til hoffet, og tiderne i det hele var vanskelige, kastede han sig specielt over brænding og forhandling af javakaffe og hævede denne forretning fra en ringe begyndelse til at blive den største kaffeforretning i Norden og den største forretning i brændt javakaffe i Europa. 
Den af faderen 1805 erhvervede ejendom på Østergade blev for lille og måtte 1874 suppleres med en ejendom i Lille Kongensgade (det gamle Skippernes Lavshus). Fra 1868 var han medlem af bestyrelsen for Det kjøbenhavnske Asylselskab ligesom for "Aktieselskabet til Opførelse af Arbejderboliger ved Arbejderforeningen af 1860", som han var nedstifter af. I 1859 tog han afsked fra det borgerlige infanteri som major. I 1875 blev han Ridder af Dannebrog.
9. juni 1838 havde han ægtet Maria Dijmphna Ververs (13. maj 1813 – 27. december 1876), datter af kobberhandler Adrian Alexander Ververs og Ane Marie, født Nau. Sønnene Augustin og Arnold Gamél overtog forretningen. Datteren Marie Félicité Louise blev gift med lægen Oscar Storch.
Han er begravet på Assistens Kirkegårds katolske afdeling.
Der findes et portrætmaleri af David Monies i familieeje. Xylografi 1879 efter fotografi. Litografi 1885 af I.W. Tegner & Kittendorff efter fotografi.